# 2022-es elektromostúraautó-világkupa
A 2022-es elektromostúraautó-világkupa a sorozat második szezonja volt és az első, amelyet világkupaként rendeztek meg. A szériában tisztán elektromos hajtású TCR-típusú túraautók vettek részt gyári támogatással. Az idény május 6-án vette kezdetét a Circuit de Pau-Ville versenypályán, míg az idényzáró a Sachsenring-en lett megtartva.
Az egyéni bajnokságban Mattias Ekström, míg a gyártóknál a Cupra érkezett címvédőként. A Cupra megvédte az egyéni és a gyártók pontversenyében is címét, de egyéniben Ekström második lett, csapattársa Adrien Tambay lett a világbajnok.

## Csapatok és versenyzők
| Csapat                  | Autó                    | #  | Versenyző          | Forduló |
| ----------------------- | ----------------------- | -- | ------------------ | ------- |
| Cupra EKS               | Cupra e-Racer           | 1  | Mattias Ekström    | Összes  |
| Cupra EKS               | Cupra e-Racer           | 10 | Tom Blomqvist      | Összes  |
| Cupra EKS               | Cupra e-Racer           | 27 | Adrien Tambay      | Összes  |
| Cupra EKS               | Cupra e-Racer           | 28 | Jordi Gené         | Összes  |
| Hyundai Motorsport N[A] | Hyundai Veloster N ETCR | 5  | Michelisz Norbert  | Összes  |
| Hyundai Motorsport N[A] | Hyundai Veloster N ETCR | 31 | Kevin Ceccon       | 1–2     |
| Hyundai Motorsport N[A] | Hyundai Veloster N ETCR | 88 | Nick Catsburg      | 3–6     |
| Hyundai Motorsport N[A] | Hyundai Veloster N ETCR | 69 | Jean-Karl Vernay   | Összes  |
| Hyundai Motorsport N[A] | Hyundai Veloster N ETCR | 96 | Mikel Azcona       | Összes  |
| Romeo Ferraris          | Alfa Romeo Giulia ETCR  | 9  | Bruno Spengler     | Összes  |
| Romeo Ferraris          | Alfa Romeo Giulia ETCR  | 21 | Giovanni Venturini | Összes  |
| Romeo Ferraris          | Alfa Romeo Giulia ETCR  | 25 | Luca Filippi       | Összes  |
| Romeo Ferraris          | Alfa Romeo Giulia ETCR  | 36 | Maxime Martin      | Összes  |

## Átigazolások

### Csapatváltások
- Mattias Ekström; Cupra X Zengő Motorsport versenyző → Cupra EKS versenyző
- Jordi Gené; Cupra X Zengő Motorsport versenyző → Cupra EKS versenyző
- Mikel Azcona; Cupra X Zengő Motorsport versenyző → Hyundai Motorsport N versenyző

### Újonc versenyzők
- Tom Blomqvist; WEC, Jota Sport versenyző → Cupra EKS versenyző
- Adrien Tambay; Francia GT-bajnokság, Sainteloc Junior Team versenyző → Cupra EKS versenyző
- Kevin Ceccon; Olasz TCR-bajnokság, Aggressive Italia versenyző → Hyundai Motorsport N versenyző
- Michelisz Norbert; Túraautó-világkupa, BRC Hyundai N Lukoil Squadra Corse versenyző → Hyundai Motorsport N versenyző
- Nick Catsburg; IMSA SportsCar-bajnokság, Corvette Racing versenyző → Hyundai Motorsport N versenyző
- Bruno Spengler; IMSA SportsCar bajnokság, BMW Team RLL versenyző → Romeo Ferraris versenyző
- Maxime Martin; Ázsiai Le Mans-széria, Garage 59 versenyző → Romeo Ferraris versenyző
- Giovanni Venturini; Amerikai GT-bajnokság, K-Pax Racing versenyző → Romeo Ferraris versenyző

### Távozó versenyzők
- Rodrigo Baptista; Romeo Ferraris – M1RA versenyző → Stock Car Pro, Crown Racing versenyző[12]
- Oliver Webb; Romeo Ferraris – M1RA versenyző → ?
- Philipp Eng; Romeo Ferraris – M1RA versenyző → DTM, Schubert Motorsport versenyző[13]
- Tom Chilton; Hyundai Motorsport N versenyző → Brit túraautó-bajnokság, Bristol Street Motors/Excelr8 TradePriceCars versenyző[14]
- John Filippi; Hyundai Motorsport N versenyző → TCR Európa-kupa, Sébastien Loeb Racing versenyző[15]
- Augusto Farfus; Hyundai Motorsport N versenyző → IMSA SportsCar-bajnokság, BMW M Team RLL versenyző[13]
- Nagy Dániel; Cupra X Zengő Motorsport versenyző → Túraautó-világkupa, Zengő Motorsport versenyző[16]

### Márkaváltozások
- Az idei szezontól kezdve a Hyundai Motorsport N csapatát a Sébastien Loeb Racing helyett a koreai márka sportrészlege irányítja.
- A Cupra a Zengő Motorsport helyett, Mattias Ekström alakulatát támogatja gyárilag.[17]
- A Romeo Ferraris teljesen átvette a csapatirányítást, míg a M1RA kiszállt a programból.

## Versenynaptár
A versenynaptárat 2021 decemberében hozták nyilvánosságra, amely 7 fordulót tartalmaz. A tervezet tartalmaz egy ázsiai helyszínt, a dél-koreai Injét. A mezőny ellátogat a kontinensre feltéve, ha nem romlik a járványhelyzet. Koppenhága, Aragón és Pau-Arnos kikerült a kalendáriumból. 
Bemutatkozik a legendás Pau utcai pálya, Jarama, Zolder és az Isztambul. Utóbbi város eredetileg egy vadonatúj utcai helyszínt hozott volna létre, de a lassan haladó munkálatok miatt az épített versenypályán, az Isztambul Park-ban bonyolítják le az első török versenyt. A létesítményen belül is az "Intermediate", vagyis a rövidebb vonalvezetést veszik igénybe. Nem sokkal a hétvége előtt viszont a májusról–novemberre való elhalasztásról döntöttek, a hivatalos álláspont szerint azért, mert az aszfaltcsík nem felelt meg egyéb követelményeknek.
Miután a WTCR júniusban törölte Ázsiát a naptárából, az ETCR is kitette az Inje Speedium-ot. Augusztus 16-án miután a problémákat nem sikerült megoldani Törökországban, az ottani futamot végleg törölték, helyette pedig a német Sachenring került be, mint szezonzáró az ADAC GT Masters és az ADAC német TCR-bajnokság betétprogramjaként.
| Verseny           | Pálya                                             | Dátum             | Pályarajz |
| ----------------- | ------------------------------------------------- | ----------------- | --------- |
| 1                 | Circuit de Pau-Ville                              | május 6–8.        |           |
| 2                 | Hungaroring                                       | június 10–12.     |           |
| 3                 | Circuito del Jarama                               | június 17–19.     |           |
| 4                 | Circuit Zolder                                    | július 8–10.      |           |
| 5                 | Vallelunga Circuit Historic International Circuit | július 22–24.     |           |
| 6                 | Sachsenring                                       | szeptember 23–25. |           |
| Törölt versenyek: |                                                   |                   |           |
| –                 | Isztambul Park Intermediate Circuit               | május 20–22.      |           |
| –                 | Inje Speedium North Circuit                       | október 7–9.      |           |

## Lebonyolítás
A lebonyolítási formátum továbbra sem egy egyszerű szisztematikán alapul, azonban 2021-hez képest teljesen átalakult. Továbbra is megmaradt a sorsolás, a kétcsoportos rendszer, azonban "A" és "B" helyett "Fast" és "Furious"-nak nevezeték el és eme két csoport pilótái egymástól külön teljesítették a fordulókat. A versenyautókon továbbra is két pilóta osztozik csapaton belül.
Időmérő: Bevezetésre került az időmérő, ami egy gyors kört engedélyez és ez határozza meg a negyeddöntők rajtpozícióját.
Negyeddöntő: A szakasz két csoportban zajlik (erősebb: QF1 és gyengébb: QF2). Az első csoportban a 2., 5., 6. harcol, a második csoportban pedig az 1., 3., 4. küzd meg. 
Elődöntő: Ez a szakasz határozza meg a "Szuperdöntő" rajtfelállását. A gyengébbik negyeddöntő győztese átkerül az erősebbik mezőnybe (SF1), míg az erősebb negyeddöntő utolsó helyezettje visszasorolódik a gyengébbik mezőnybe (SF2). Tehát helyet cserél egymással két versenyző az elődöntőt követően.
Szuperdöntő: Itt mérkőzik meg egymással mind a 6 versenyző és aki a legtöbb pontot gyűjti össze egy hétvége alatt, azé lesz a "Hétvége Királya vagy Királynője" cím.
Pontozás: Változás 2021-hez képest, hogy minden szakaszban szerezhető bajnoki pont.

## Eredmények

### Összefoglaló
| Forduló | Helyszín             | Győztes        | Győztes           | Győztes         | Győztes              | Győztes                 | Listavezető     | Előny |
| Forduló | Helyszín             | "Fast" Csoport | "Furious" Csoport | Összetett       | Csapat               | Autó                    | Listavezető     | Előny |
| ------- | -------------------- | -------------- | ----------------- | --------------- | -------------------- | ----------------------- | --------------- | ----- |
| 1       | Circuit de Pau-Ville | Adrien Tambay  | Mattias Ekström   | Mattias Ekström | Cupra EKS            | Cupra e-Racer           | Mattias Ekström | 8     |
| 2       | Hungaroring          | Maxime Martin  | Adrien Tambay     | Adrien Tambay   | Cupra EKS            | Cupra e-Racer           | Adrien Tambay   | 2     |
| 3       | Circuito del Jarama  | Adrien Tambay  | Mattias Ekström   | Mattias Ekström | Cupra EKS            | Cupra e-Racer           | Mattias Ekström | 6     |
| 4       | Circuit Zolder       | Adrien Tambay  | Maxime Martin     | Maxime Martin   | Romeo Ferraris       | Alfa Romeo Giulia ETCR  | Adrien Tambay   | 21    |
| 5       | Vallelunga Circuit   | Mikel Azcona   | Mattias Ekström   | Mikel Azcona    | Hyundai Motorsport N | Hyundai Veloster N ETCR | Adrien Tambay   | 14    |
| 6       | Sachsenring          | Tom Blomqvist  | Adrien Tambay     | Tom Blomqvist   | Cupra EKS            | Cupra e-Racer           | Adrien Tambay   | 47    |

### Pontrendszer
| Helyezés    | Helyezés    | 1. | 2. | 3. | 4. | 5. | 6. | Nem ért célba |
| Időmérő     | Időmérő     | 15 | 12 | 9  | 6  | 3  | 0  | 0             |
| Negyeddöntő | QF1         | 20 | 15 | 10 | 0  | 0  | 0  | 0             |
| Negyeddöntő | QF2         | 15 | 10 | 5  | 0  | 0  | 0  | 0             |
| Elődöntő    | SF1         | 25 | 20 | 15 | 0  | 0  | 0  | 0             |
| Elődöntő    | SF2         | 20 | 15 | 10 | 0  | 0  | 0  | 0             |
| Szuperdöntő | Szuperdöntő | 40 | 30 | 20 | 15 | 10 | 5  | 0             |

### Versenyzők
| Helyezés | Versenyző          | FRA  | HUN  | ESP  | BEL  | ITA  | GER  | Pont |
| -------- | ------------------ | ---- | ---- | ---- | ---- | ---- | ---- | ---- |
| 1.       | Adrien Tambay      | 292  | 190  | 292  | 289  | 472  | 2100 | 535  |
| 2.       | Mattias Ekström    | 1100 | 280  | 1100 | 562  | 279  | 467  | 488  |
| 3.       | Tom Blomqvist      | 379  | 659  | 942  | 382  | 372  | 1100 | 434  |
| 4.       | Maxime Martin      | 656  | 378  | 466  | 1100 | 560  | 561  | 421  |
| 5.       | Mikel Azcona       | 472  | 567  | 564  | 465  | 1100 | 840  | 408  |
| 6.       | Bruno Spengler     | 561  | 477  | 744  | 841  | 944  | 944  | 306  |
| 7.       | Michelisz Norbert  | 843  | 1133 | 661  | 1133 | 846  | 377  | 293  |
| 8.       | Jean-Karl Vernay   | 745  | 936  | 1130 | 660  | 748  | 1135 | 254  |
| 9.       | Jordi Gené         | 930  | 1225 | 380  | 1225 | 1135 | 1223 | 218  |
| 10.      | Giovanni Venturini | 1124 | 756  | 1030 | 940  | 1215 | 644  | 209  |
| 11.      | Nick Catsburg      |      |      | 843  | 751  | 656  | 1038 | 188  |
| 12.      | Luca Filippi       | 1215 | 1035 | 128  | 1039 | 1043 | 741  | 181  |
| 13.      | Kevin Ceccon       | 1028 | 839  |      |      |      |      | 67   |
| Helyezés | Versenyző          | FRA  | HUN  | ESP  | BEL  | ITA  | GER  | Pont |

### Csapatok
Egy csapat számára a két legjobb teljesítményt nyújtó versenyző szerezhetett pontokat. 
| Helyezés | Csapat               | FRA  | HUN | ESP  | BEL  | ITA  | GER  | Pont |
| -------- | -------------------- | ---- | --- | ---- | ---- | ---- | ---- | ---- |
| 1.       | Cupra EKS            | 1100 | 190 | 1100 | 289  | 279  | 1100 | 1076 |
| 1.       | Cupra EKS            | 292  | 280 | 292  | 382  | 372  | 2100 | 1076 |
| 2.       | Hyundai Motorsport N | 472  | 567 | 564  | 465  | 1100 | 377  | 746  |
| 2.       | Hyundai Motorsport N | 745  | 839 | 661  | 660  | 656  | 940  | 746  |
| 3.       | Romeo Ferraris       | 561  | 378 | 466  | 1100 | 560  | 561  | 732  |
| 3.       | Romeo Ferraris       | 656  | 477 | 744  | 841  | 944  | 644  | 732  |